# Roedderit
Das Mineral Roedderit ist ein sehr selten vorkommendes Ringsilikat aus der Milaritgruppe innerhalb der Mineralklasse der „Silikate und Germanate“ mit der Endgliedzusammensetzung K(Na◻)Mg2Mg3Si12O30 und damit chemisch gesehen ein Kalium-Natrium-Magnesium-Silikat.
Roedderit kristallisiert mit hexagonaler Symmetrie und entwickelt farblose bis blaue gefärbte, plattige bis prismatische Kriställchen von meist unter einem Millimeter Größe.
Roedderit findet sich in geringen Mengen in chondritischen Meteoriten, in Aubriten, im interstellaren Staub und Kometen sowie in Fremdgesteinseinschlüssen in basaltischen Magmen vom verschiedenen Vulkanen in der Eifel, Deutschland, dem Basaltsteinbruch Klöch, im Burgenland, Österreich und einigen Vulkanen in der Auvergne, Frankreich.

## Etymologie und Geschichte
Edwin Woods Roedder (1919–2006) war der erste, der 1951 bei der systematischen Untersuchung der Verbindungen im System K2O-MgO-SiO2 eine Verbindung mit der Zusammensetzung K2Mg5Si12O30 beschrieb. Das Na-Analog Na2Mg5Si12O30 synthetisierten Schairer, Yoder und Keene 3 Jahre später.
Das Mineral Roedderit wurde von Luis H. Fuchs, Clifford Frondel und Cornelis Klein, Jr. im Indarch-Meteoriten entdeckt, einem Enstatit-Chondrit, der am 7. April 1891 im teilweise zu Aserbaidschan gehörenden Südkaukasus (auch Transkaukasien, englisch Transcaucasia) niederging. Benannt wurde das neue Mineral der Milaritgruppe nach Edwin Woods Roedder. Fuchs, Frondel und Klein sandten ihre Untersuchungsergebnisse und den gewählten Namen 1965 zur Prüfung an die International Mineralogical Association (interne Eingangsnummer der IMA: 1965-023), die den Roedderit als eigenständige Mineralart anerkannte. Die Publikation der Erstbeschreibung erfolgte ein Jahr später, die Bestätigung der Anerkennung allerdings erst 1969 im Fachmagazin American Mineralogist.
Ein Aufbewahrungsort für das Typmaterial des Minerals ist nicht dokumentiert.
Das erste terrestrische Vorkommen von Roedderit, silikatreiche Xenolithe in einem Basalt aus dem Laacher Vulkangebiet in der Eifel, beschrieben Hentschel, Abraham, Schreyer 1977.

## Klassifikation
In der letztmalig 1977 überarbeiteten 8. Auflage der Mineralsystematik nach Strunz gehörte der Roedderit zur Mineralklasse der „Silikate“ und dort zur Abteilung „Ringsilikate (Cyclosilikate)“, wo er gemeinsam mit Armenit, Merrihueit, Milarit, Osumilith, Sogdianit und Yagiit in der „Milaritgruppe“ mit der Systemnummer VIII/C.10 steht.
In der zuletzt 2018 überarbeiteten Lapis-Systematik nach Stefan Weiß, die formal auf der alten Systematik von Karl Hugo Strunz in der 8. Auflage basiert, erhielt das Mineral die System- und Mineralnummer VIII/E.22-040. Dies entspricht ebenfalls der Abteilung „Ringsilikate“, wo Roedderit zusammen mit Agakhanovit-(Y), Almarudit, Armenit, Berezanskit, Brannockit, Chayesit, Darapiosit, Dusmatovit, Eifelit, Emeleusit, Faizievit, Friedrichbeckeit, Klöchit, Lipuit, Merrihueit, Milarit, Oftedalit, Osumilith, Osumilith-(Mg), Poudretteit, Shibkovit, Sogdianit, Sugilith, Trattnerit, Yagiit und Yakovenchukit-(Y) die „Doppelte Sechserringe [Si12O30]12− – Milarit-Osumilith-Gruppe“ mit der Systemnummer VIII/E.22 bildet.
Die von der IMA zuletzt 2009 aktualisierte 9. Auflage der Strunz’schen Mineralsystematik ordnet den Roedderit in die erweiterte Klasse der „Silikate und Germanate“, dort aber ebenfalls in die Abteilung „Ringsilikate (Cyclosilikate)“ ein. Diese ist weiter unterteilt nach der Struktur der Silikatringe, so dass das Mineral entsprechend seinem Aufbau in der Unterabteilung „[Si6O18]12−-Sechser-Doppelringe“ zu finden ist, wo es zusammen mit Almarudit, Armenit, Berezanskit, Brannockit, Chayesit, Darapiosit, Dusmatovit, Eifelit, Friedrichbeckeit, Klöchit, Merrihueit, Milarit, Oftedalit, Osumilith, Osumilith-(Mg), Poudretteit, Shibkovit, Sogdianit, Sugilith, Trattnerit und Yagiit die „Milaritgruppe“ mit der Systemnummer 9.CM.05 bildet.
Die Systematik der Minerale nach Strunz (9. Auflage) wird von „Hudson Institute of Mineralogy“ in der Mineraldatenbank „Mindat.org“ weitergeführt. Hier gehört Roedderit in die Klasse „Silicate und Germanate“ und die Abteilung der „Ringsilikate“ (englisch [Cyclosilicates). Diese ist weiter unterteilt nach der Zähligkeit und Multiplizität der Silicatringe und Roedderit wird in der Unterabteilung „sechser-Doppelringe“ (englisch Si6O18]2- 6-membered double rings) mit der Systemnummer 9.CM geführt, zusammen mit den zuvor aufgeführten Mineralen der Milarit-Gruppe, den neu hinzugekommenen Mineralen Aluminosugilith und Laurentthomasit sowie dem verwandten Mineral Faizievit.
In der vorwiegend im englischen Sprachraum gebräuchlichen Systematik der Minerale nach Dana hat Roedderit die System- und Mineralnummer 63.02.01a.14. Auch dies entspricht der Klasse der „Silikate“ und dort der Abteilung „Ringsilikate: Kondensierte Ringe“. Hier findet er sich innerhalb der Unterabteilung „Ringsilikate: Kondensierte, 6-gliedrige Ringe“ in der  „Milarit-Osumilith-Gruppe (Milarit-Osumilith-Untergruppe)“, in der auch Brannockit, Chayesit, Darapiosit, Eifelit, Merrihueit, Osumilith, Osumilith-(Mg), Poudretteit, Sugilith, Yagiit, Dusmatovit, Milarit, Sogdianit, Berezanskit, Shibkovit, Trattnerit, Almarudit, Oftedalit, Klöchit und Friedrichbeckeit eingeordnet sind.

## Chemismus
Roedderit hat die Endgliedzusammensetzung K(Na◻)Mg2Mg3Si12O30, ist das Mg2+-Analog von Merrihueit und bildet lückenlose Mischkristallreihen mit Merrihueit, Eifelit und Chayesit entsprechend den Austauschreaktionen:
- [A, T2]Mg2+ = [A, T2]Fe2+ (Merrihueit)[5]
- [B]□ + [A]Mg2+ = [B]Na+ + [A]Na+ (Eifelit)[21]
- [B]Na + [T2]Mg2+ = [B]□ + [T2]Fe3+ (Chayesit)[21][24]

Die empirische Zusammensetzung aus der Typlokalität ist [C,B](K1,30Na0,69)[A,T2](Mg4,86Fe2+0,27)[T1][Si11,88Al0,07O30], wobei in den eckigen Klammern die Positionen in der Kristallstruktur angegeben sind.

## Kristallstruktur
Roedderit kristallisiert mit hexagonaler Symmetrie der Raumgruppe P62c (Raumgruppen-Nr. 190) mit den Gitterparametern a = 10.141 Å und c = 14.286 Å sowie zwei Formeleinheiten pro Elementarzelle.
Roedderit ist isotyp zu Milarit, d. h., es kristallisiert mit der gleichen Struktur wie Milarit.
Die T1-Position ist aufgespalten in zwei Subpositionen T1 und T11, die die 6er-Doppelringe aufbauen und beide voll besetzt sind mit Silicium (Si4+).
Die 12-fach koordinierte C-Position ist voll besetzt mit Kalium und etwas Natrium.
Die 9-fach koordinierte B-Position ist in zwei Positionen aufgespalten und enthält Na, das fast vollständig geordnet auf der B1-Position eingebaut wird, die damit zur Hälfte besetzt ist. Die B2-Position ist nahezu unbesetzt.
Die T2-Position und A-Position sind vollständig mit Magnesium und geringen Mengen Eisen besetzt.

## Bildung und Fundorte
Roedderit bildet sich bei sehr hohen Temperaturen um 900 bis 1000 °C und niedrigem Druck. Unter extrem sauerstoffarmen (reduzierenden) Bedingungen wie z. B. in Meteoriten liegt das Eisen nur in metallischer Form vor und nahezu eisenfreier Rodderit kann sich auch in eisenreicher Umgebung bilden.
Unter oxidierenden Bedingungen wie z. B. in vielen Vulkaniten liegt Eisen als Fe3+ vor und in eisenhaltiger Umgebung bilden sich Roedderit-Chayesit-Mischkristalle. Reiner Roedderit bildet sich in dann nur in eisenfreier Umgebung wie z. B. einigen Xenolithen in den basaltischen Magmen der Eifel-Vulkane.

### Stabilität
Experimentell untersucht ist nur die Stabilität von synthetischem Na-freien K-Roedderit (K2Mg5Si12O30). Bei Anwesenheit von Wasser ist dessen Sabilitätsfeld begrenzt auf hohe Temperaturen bei niedrigen Druck. Bei Temperaturen unterhalb einer Linie von 595 °C/1 kbar bis 820 °C/6,5 kbar wird K-Roedderit abgebaut zu Glimmer (K Mg2,5 Si4O10 (OH)2) und Quarz. Bei Temperaturen oberhalb einer Linie von 820 °C/6,5 kbar bis ca. 1100 °C/1 kbar schmilzt Roedderit inkongruent zu Forsterit und Schmelze.
Weicht die Zusammensetzung des Gesteins von der Roedderitzusammensetzung ab, verkleinert sich dessen Stabilitätsfeld. K-Richterit z. B. ist bis 1000 °C stabil und zersetzt sich bei einem Druck unter 150 bar zu K-Roedderit, K-Mg-Silikat, Forsterit, Diopsid, Dampf und Schmelze. Bei höheren Druck tritt Roedderit hier nicht mehr auf.
In wasserfreier Umgebung ist K-Roedderit auch bei 35 kbar noch stabil. Da sich keine wasserhaltigen Verbindungen wie Glimmer oder Richterit bilden können tritt K-Roedderit bei niedrigeren Temperaturen auf. Auch die Schmelzreaktionen verschieben sich zu höheren Temperaturen.
Roederit wurde weltweit an rund 30 Fundorten nachgewiesen, die Hälfte davon Meteorite.

### Meteorite
Roedderit tritt in Silikateinschlüssen chondritischer Meteorite, Eisenmeteoriten und in Aubriten auf.
Im Kaidun Meteorit, gefallen am 3. Dezember 1980 südlich von Budah, Gouvernement Hadramaut, Jemen tritt Roedderit in Silikateinschlüssen zusammen mit SiO2, Glas mit albitischer Zusammensetzung, Enstatit und Na2S2 auf.
Enstatit-Chondrite
In seiner Typlokalität, dem Indarch-Meteoriten, ein Enstatit-Chondrit aus der Klasse EH4, tritt Roedderit zusammen mit Enstatit, Klinoenstatit, Albit, Tridymit, Troilit, Ni-Eisen, Schreibersit, Oldhamit und amorphen Kohlenstoff auf.
Im Quingzhen EH3 Chondrit findet sich Roedderit mit SiO2 und Albit in silikatischen Einschlüssen in Kamazit-, Troilit-Oldhamit-Aggregaten, in Gängen in Troilit, Kamazit, Perryit und Schreibersit sowie als längliche Kriställchen in Niningerit, bevorzugt am Kontakt zu Troilit.
Im Mezö-Madaras Meteoriten (Mădăraș, Kreis Mureș (Siebenbürgen), Rumänien), einem unequelibrierten L3 Chondrit-Meteoriten, wurde Roedderit und Merrihuetit als Einschluss in Enstatit gefunden. Weitere begleitende Minerale sind Troilit und SiO2.
Im L3.5 Chondrit ALHA-77011 tritt eisenhaltiger Roedderit zusammen mit Enstatit SiO2 und Troilit auf. Im LL3.7 Chondrit ALHA-77278 ist Roedderit vergesellschaftet mit Pyroxen, SiO2, Olivin und Troilit.
 Aubrite:
Im Bustee Meteorit, Gorakhpur, Basti District, Basti Division, Uttar Pradesh, Indien tritt Roedderit zusammen mit Forsterit und Diopsid auf.
Im Peña Blanca Spring Aubrit werden ein bis zwei Millimeter große Roedderitkristalle umranded und teilweise ersetzt von Diopsid, Albit und Enstatit.
Im Aubrite-Meteoriten Yamato-793592 aus der Antarktis wurde Roedderit in der feinkristallienen Grundmasse zusammen mit Enstatit, Diopsid, Forsterit, Plagioklas, SiO2, Glas, Nickel-Eisen, Schreibersit, Troilit, Alabandin, Daubréelith, Djerfisherit und Na-Cr-Sulfid gefunden.
Auch der Khor-Temiki-Meteorit, gefallen am 18. April 1932 bei Oleb im Gash-Delta, Wilayah Kassala, Sudan sowie die antarktischen Meteorite vom Lewis Cliff, Buckley Island quadrangle LEW-87020 und LEW-87294 enthalten Roedderit.
Eisenmeteorite:
Im Wichita County Meteorit, Wichita County (Texas), USA, einem IA Eisenmeteoriten, findet sich Roedderit in Silikateinschlüssen zusammen mit Forsterit, Albit, Richterit, Whitlockit, Graphit und Krinovit.
Im Canion Diabolo IA Eisenmeteoriten tritt Roedderit zusammen mit Ureyit, Richterit, Chromit, Sphalerit, Troilit, Graphit und Krinovit auf.
Im San Cristobal IAB-Eisenmeteoriten konnte Roedderit zusammen mit Olivin, Orthopyroxen, Plagioklas und Phosphaten in Silikateinschlüssen nachgewiesen werden.

### Kometen
Material vom Kometen 81P/Wild 2, das die Raumsonde Stardust zur Erde brachte, enthielt Roedderit zusammen mit Melilith, Anorthit, Korund und Osbornit. Diese Minerale sind typisch für chondritische Meteorite und werden im inneren Solaren Nebel gebildet, fehlen aber im interplanetarischen Staub. Ihr Auftreten in Kometen wird als Hinweis auf eine großräumige Durchmischung des solaren Nebels gewertet.
2014 wurden poröse, chondritische Mikrometeorite aus dem antarktischen Schnee und Eis geborgen, die Proben interplanetarischer Staubpartikel gleichen, die von Flugzeugen in der Stratosphäre gesammelt wurden. Diese Staubpartikel repräsentieren das ursprünglichste Material aus der Entstehungszeit unseres Sonnensystems und enthielten neben Enstatit und Kosmochlor auch Roedderit.

### Kontaktmetamorphe Pelite
Roedderit bildet sich bei der Kontaktmetamorphose von aluminium- und eisenarmen Xenolithen durch basaltische Magmen und scheidet sich direkt aus einer alkali- silizium- und magnesiumreichen Gasphase ab. Zu diesem Typ zählen Fundorte in der Vulkaneifel, Deutschland, im Burgenland, Österreich und einigen Vulkanen in der Auvergne, Frankreich.
An der Stradner Kogel bei Wilhelmsdorf (Oststeiermark) tritt Roedderit in Hohlräumen von Xenolithen zusammen mit Amphibol, Enstatit, Ägirin und Tridymit auf.